# Ducat d'Orleans
El ducat d'Orleans (en francès, duché d'Orléans) va ser un territori francès sota jurisdicció feudal, segregat del patrimoni de la corona, sobre l'antic comtat carolingi d'Orleans. Va ser creat el 1344 pel rei Felip VI, per al seu fill Felip I d'Orleans, el qual va morir sense fills el 1375, revertint el territori de nou a la corona. El títol de duc d'Orleans va ser un dels més importants durant l'etapa monàrquica francesa.
El 1392, Carles VI el va concedir al seu germà Lluís, fundador de la primera dinastia ducal d'Orleans. El seu net, Lluís II d'Orleans va regnar a França com Lluís XII, fent que el ducat passés de nou a mans de la corona. El 1626 se segrega de nou, Lluís XIII l'atorga al seu germà Gastó, que va morir sense descendència masculina, revertint el territori de nou a la corona.
El 1660 s'atorga de nou el ducat, per part de Lluís XIV, al seu germà Felip II d'Orleans, que fins aleshores havia estat duc d'Anjou, iniciant-se així la segona dinastia ducal d'Orleans. Va ser pare de Felip III d'Orleans, qui fou regent de França durant la minoria d'edat de Lluís XV. El seu descendent, Lluís Felip III d'Orleans va esdevenir rei de França el 1830, i al mateix temps va cedir el ducat d'Orleans al seu fill gran Ferran d'Orleans, duc de Chartres.
Els descendents de la línia Borbó-Orleans són actualment pretendents al desaparegut tron francès, coneguts com a pretendents orleanistes.

## Llista de ducs d'Orleans

### Dinastia de Valois
- 1344 - 1375: Felip I d'Orleans

El títol reverteix a la Corona.
- 1392 - 1407: Lluís I d'Orleans
- 1407 - 1465: Carles I d'Orleans

Escut fins al.

Escut des del.

- 1465 - 1515: Lluís II d'Orleans o Lluís XII de França

El títol reverteix a la Corona.
- 1522 - 1545: Carles II d'Orleans
- 1549 - 1550: Lluís III d'Orleans
- 1550 - 1560: Carles III d'Orleans o Carles IX de França
- 1560 - 1574: Enric I d'Orleans o Enric III de França

El títol reverteix a la Corona.

### Dinastia de Borbó-Orleans
- 1607 - 1611: Nicolau I d'Orleans

El títol reverteix a la Corona.
- 1626 - 1660: Gastó I d'Orleans

El títol reverteix a la Corona.
- 1660 - 1701: Felip II d'Orleans
- 1701 - 1723: Felip III d'Orleans, el Regent
- 1723 - 1752: Lluís IV d'Orleans
- 1752 - 1785: Lluís Felip I d'Orleans
- 1785 - 1793: Lluís Felip II d'Orleans
- 1793 - 1830: Lluís Felip III d'Orleans o Lluís Felip I de França
- 1830 - 1842: Ferran Felip d'Orleans

Fi de la monarquia francesa. Conversió en títol de cortesia.
- 1850 - 1894: Felip d'Orleans
- 1894 - 1926: Felip d'Orleans
- 1926 - 1940: Joan d'Orleans
- 1940 - 1960: Enric d'Orleans
- 1960, a títol pòstum: Francesc d'Orleans
- 1969: Jaume d'Orleans